# Convocazioni al FIFA Futsal World Championship 2004
Quello che segue è l'elenco di giocatori che hanno partecipato al FIFA Futsal World Championship 2004. Ogni nazione deve presentare una squadra composta da 14 giocatori. Un minimo di due portieri devono essere inclusi nella lista della squadra.

## Gruppo A

### Egitto
Allenatore:  Mohamed Aly
| N. | Pos. | Giocatore           | Data nascita (età)         | Pres. | Reti | Squadra   |
| -- | ---- | ------------------- | -------------------------- | ----- | ---- | --------- |
| 1  | P    | Ayman Nassef        | 13 agosto 1976 (28 anni)   |       |      | El-Shorta |
| 2  | P    | Mohamed Sayed       | 16 dicembre 1976 (27 anni) |       |      | El-Shorta |
| 3  |      | Islam El Darwj      | 3 agosto 1983 (21 anni)    |       |      | El-Shorta |
| 4  |      | Ibrahim Ekramy      | 1º dicembre 1975 (28 anni) |       |      | El-Shorta |
| 5  |      | Yousef El Gohary    | 25 ottobre 1975 (29 anni)  |       |      | El-Shorta |
| 6  |      | Abou El Komsan      | 17 gennaio 1976 (28 anni)  |       |      | El-Shorta |
| 7  |      | Mohamed Abdelhamid  | 29 gennaio 1977 (27 anni)  |       |      | El-Shorta |
| 8  |      | Samir Seif          | 8 giugno 1975 (29 anni)    |       |      | El-Shorta |
| 9  |      | Ayman Ibrahim       | 3 novembre 1980 (24 anni)  |       |      | El-Shorta |
| 10 |      | Abdel Hakim Mohamed | 19 aprile 1978 (26 anni)   |       |      | El-Shorta |
| 11 |      | Gehad Sayed         | 20 ottobre 1973 (31 anni)  |       |      | El-Shorta |
| 12 |      | Samir Sabry         | 13 gennaio 1976 (28 anni)  |       |      | El-Shams  |
| 13 |      | Amr El Malah        | 12 febbraio 1976 (28 anni) |       |      | El-Shorta |
| 14 |      | Khaled Mahmoud      | 27 maggio 1975 (29 anni)   |       |      | El-Shorta |

### Spagna
Allenatore:  Javier Lozano
| N. | Pos. | Giocatore          | Data nascita (età)          | Pres. | Reti | Squadra             |
| -- | ---- | ------------------ | --------------------------- | ----- | ---- | ------------------- |
| 1  | P    | Luis Amado         | 4 maggio 1977 (27 anni)     |       |      | Inter               |
| 2  |      | Julio García       | 27 maggio 1972 (32 anni)    |       |      | Inter               |
| 3  |      | Jordi Torrás       | 24 settembre 1980 (24 anni) |       |      | Cartagena           |
| 4  |      | Francisco Serrejón | 4 marzo 1973 (31 anni)      |       |      | ElPozo Murcia       |
| 5  |      | Javier Orol        | 4 aprile 1973 (31 anni)     |       |      | Cartagena           |
| 6  |      | Pipe               | 17 luglio 1978 (26 anni)    |       |      | Prone Lugo          |
| 7  |      | Javier Rodríguez   | 26 marzo 1974 (30 anni)     |       |      | Playas de Castellón |
| 8  |      | Kike Boned         | 4 maggio 1978 (26 anni)     |       |      | ElPozo Murcia       |
| 9  |      | Andreu Linares     | 24 febbraio 1975 (29 anni)  |       |      | Inter               |
| 10 |      | Javier Limones     | 23 aprile 1975 (29 anni)    |       |      | Inter               |
| 11 |      | Alberto Cogorro    | 5 novembre 1977 (27 anni)   |       |      | Playas de Castellón |
| 12 | P    | Rafael Fernández   | 13 giugno 1980 (24 anni)    |       |      | Playas de Castellón |
| 13 | P    | Paco Sedano        | 2 dicembre 1979 (24 anni)   |       |      | Móstoles            |
| 14 |      | Marcelo            | 11 gennaio 1974 (30 anni)   |       |      | Cartagena           |

### Taipei Cinese
Allenatore:  Damien Knabben
| N. | Pos. | Giocatore        | Data nascita (età)          | Pres. | Reti | Squadra               |
| -- | ---- | ---------------- | --------------------------- | ----- | ---- | --------------------- |
| 1  | P    | Yung-sheng Chen  | 11 luglio 1977 (27 anni)    |       |      | Tatung                |
| 2  |      | Chih-chieh Tsai  | 2 luglio 1982 (22 anni)     |       |      | Ming Chuan University |
| 3  |      | Chung-tzu Cheng  | 2 novembre 1976 (28 anni)   |       |      | Tatung                |
| 4  |      | Kun-shan Chen    | 15 gennaio 1972 (32 anni)   |       |      | Tatung                |
| 5  |      | Fu-hsiang Chang  | 15 febbraio 1982 (22 anni)  |       |      | Ming Chuan University |
| 6  |      | Chien-ying Chang | 29 novembre 1982 (21 anni)  |       |      | Chiggia               |
| 7  |      | Chi-cheng Wang   | 14 agosto 1983 (21 anni)    |       |      | Chiggia               |
| 8  |      | Chih-wei Chen    | 25 febbraio 1986 (18 anni)  |       |      | Chiggia               |
| 9  |      | Tai-lin Tseng    | 14 maggio 1982 (22 anni)    |       |      | Ming Chuan University |
| 10 |      | Chu-yu Chang     | 23 novembre 1982 (21 anni)  |       |      | Chiggia               |
| 11 |      | Kuo-chen Ho      | 24 settembre 1984 (20 anni) |       |      | Chiggia               |
| 12 | P    | Hsien-chung Yeh  | 1º luglio 1979 (25 anni)    |       |      | Chiggia               |
| 13 |      | Chia-ho Chen     | 7 dicembre 1985 (18 anni)   |       |      | Chiggia               |
| 14 |      | Chia-wei Chu     | 22 agosto 1986 (18 anni)    |       |      | Chiggia               |

### Ucraina
Allenatore:  Hennadij Lysenčuk
| N. | Pos. | Giocatore           | Data nascita (età)         | Pres. | Reti | Squadra           |
| -- | ---- | ------------------- | -------------------------- | ----- | ---- | ----------------- |
| 1  | P    | Oleksij Popov       | 6 marzo 1980 (24 anni)     |       |      | Šachtar           |
| 2  |      | Serhij Sytin        | 19 luglio 1982 (22 anni)   |       |      | Šachtar           |
| 3  |      | Vitalij Nesteruk    | 17 giugno 1979 (25 anni)   |       |      | Enerhija Černihiv |
| 4  |      | Serhij Koridze      | 6 dicembre 1975 (28 anni)  |       |      | Spartak Ščëlkovo  |
| 5  |      | Oleh Šajtanov       | 28 giugno 1977 (27 anni)   |       |      | Interkas          |
| 6  |      | Ramis Mansurov      | 20 ottobre 1973 (31 anni)  |       |      | Šachtar           |
| 7  |      | Heorhij Mel'nikov   | 10 marzo 1975 (29 anni)    |       |      | Šachtar           |
| 8  |      | Oleksandr Kosenko   | 18 gennaio 1970 (34 anni)  |       |      | Šachtar           |
| 9  |      | Vitalij Brun'ko     | 24 ottobre 1976 (28 anni)  |       |      | Enerhija Leopoli  |
| 10 |      | Ihor Moskvyčov      | 6 novembre 1971 (33 anni)  |       |      | Šachtar           |
| 11 |      | Fedir Pylypiv       | 8 febbraio 1978 (26 anni)  |       |      | Šachtar           |
| 12 | P    | Vasyl' Suchomlinov  | 20 maggio 1976 (28 anni)   |       |      | Oleksandr Charkiv |
| 13 |      | Artëm Koval'ov      | 30 dicembre 1981 (22 anni) |       |      | Oleksandr Charkiv |
| 14 | P    | Konstantin Vlasenko | 2 ottobre 1977 (27 anni)   |       |      | Enakievets        |

## Girone B

### Australia
Allenatore:  Scott Gilligan
| N. | Pos. | Giocatore         | Data nascita (età)          | Pres. | Reti | Squadra            |
| -- | ---- | ----------------- | --------------------------- | ----- | ---- | ------------------ |
| 1  | P    | Gavin O'Brien     | 30 settembre 1977 (27 anni) |       |      | CC Quake           |
| 2  |      | Elliot Zwangobani | 23 ottobre 1973 (31 anni)   |       |      | Canberra Supercats |
| 3  |      | Brett Hewit       | 10 luglio 1971 (33 anni)    |       |      | Sydney Falcons     |
| 4  |      | Scott Manson      | 9 gennaio 1978 (26 anni)    |       |      | Canberra Supercats |
| 5  |      | Simon Keith       | 26 luglio 1975 (29 anni)    |       |      | CC Quake           |
| 6  |      | Damian Pilat      | 29 aprile 1982 (22 anni)    |       |      | Vikings Old        |
| 7  |      | Paolo Lombardo    | 19 settembre 1978 (26 anni) |       |      | Sydney Falcons     |
| 8  |      | Andrew Nolan      | 28 ottobre 1981 (23 anni)   |       |      | Sydney Falcons     |
| 9  |      | Danny Ngaluafe    | 18 giugno 1987 (17 anni)    |       |      | Vikings Old        |
| 10 |      | Ben Singleton     | 6 novembre 1979 (25 anni)   |       |      | CC Quake           |
| 11 |      | Lachlan Wright    | 6 febbraio 1981 (23 anni)   |       |      | Sydney Falcons     |
| 12 | P    | Peter Spathis     | 9 aprile 1981 (23 anni)     |       |      | Sydney Falcons     |
| 13 |      | Luke Haydon       | 15 settembre 1982 (22 anni) |       |      | Vikings Old        |
| 14 |      | Adrian Vizzari    | 8 febbraio 1981 (23 anni)   |       |      | Sydney Falcons     |

### Brasile
Allenatore:  Ferretti
| N. | Pos. | Giocatore      | Data nascita (età)         | Pres. | Reti | Squadra             |
| -- | ---- | -------------- | -------------------------- | ----- | ---- | ------------------- |
| 1  | P    | Lavoisier      | 27 marzo 1974 (30 anni)    |       |      | Carlos Barbosa      |
| 2  | P    | Franklin       | 18 maggio 1971 (33 anni)   |       |      | Jaraguá             |
| 3  |      | Schumacher     | 8 luglio 1975 (28 anni)    |       |      | Inter               |
| 4  |      | Dovenir Neto   | 5 settembre 1981 (23 anni) |       |      | Canoas              |
| 5  |      | Manoel Tobias  | 19 aprile 1971 (33 anni)   |       |      | Cartagena           |
| 6  |      | Pablo          | 5 marzo 1979 (25 anni)     |       |      | Playas de Castellón |
| 7  |      | Vinícius       | 31 dicembre 1977 (26 anni) |       |      | ElPozo Murcia       |
| 8  |      | Euler          | 24 agosto 1977 (27 anni)   |       |      | Playas de Castellón |
| 9  |      | Índio          | 10 giugno 1972 (32 anni)   |       |      | Canoas              |
| 10 |      | Fininho        | 6 luglio 1972 (32 anni)    |       |      | Carlos Barbosa      |
| 11 |      | Leandro Simi   | 29 ottobre 1977 (27 anni)  |       |      | Cartagena           |
| 12 |      | Falcão         | 8 giugno 1977 (27 anni)    |       |      | Jaraguá             |
| 13 | P    | Ângelo Guerra  | 20 ottobre 1979 (25 anni)  |       |      | Caxias do Sul       |
| 14 |      | Vander Carioca | 22 giugno 1976 (28 anni)   |       |      | Arzignano           |

### Repubblica Ceca
Allenatore:  Michal Stříž
| N. | Pos. | Giocatore          | Data nascita (età)          | Pres. | Reti | Squadra         |
| -- | ---- | ------------------ | --------------------------- | ----- | ---- | --------------- |
| 1  | P    | Petr Krayzel       | 16 giugno 1969 (35 anni)    |       |      | Jistebník       |
| 2  |      | Vít Blažej         | 15 dicembre 1978 (25 anni)  |       |      | Jistebník       |
| 3  |      | Daniel Rajnoch     | 22 settembre 1974 (30 anni) |       |      | Benago          |
| 4  |      | David Levčík       | 17 febbraio 1976 (28 anni)  |       |      | Mikeska Ostrava |
| 5  |      | Tomáš Sluka        | 19 maggio 1978 (26 anni)    |       |      | Jistebník       |
| 6  | P    | Jiří Kašpar        | 28 novembre 1976 (27 anni)  |       |      | Torf Pardubice  |
| 7  |      | Martin Dlouhý      | 3 marzo 1975 (29 anni)      |       |      | Viktoria Žižkov |
| 8  |      | Petr Hoffmann      | 22 febbraio 1978 (26 anni)  |       |      | Nejzbach        |
| 9  |      | Josef Havel        | 12 febbraio 1982 (22 anni)  |       |      | Helas Brno      |
| 10 |      | Roman Musial       | 7 settembre 1976 (28 anni)  |       |      | Megas Frenštát  |
| 11 |      | Michal Mareš       | 3 febbraio 1976 (28 anni)   |       |      | Dina Mosca      |
| 12 | P    | Jan Klíma          | 15 ottobre 1970 (34 anni)   |       |      | Benago          |
| 13 |      | Zdeněk Sláma       | 28 dicembre 1982 (21 anni)  |       |      | Viktoria Žižkov |
| 14 |      | Jaroslav Kamenický | 10 giugno 1975 (29 anni)    |       |      | Bakov           |

### Thailandia
Allenatore:  Gláucio Castro
| N. | Pos. | Giocatore                 | Data nascita (età)         | Pres. | Reti | Squadra     |
| -- | ---- | ------------------------- | -------------------------- | ----- | ---- | ----------- |
| 1  | P    | Somkid Chuenta            | 5 ottobre 1978 (26 anni)   |       |      | Sconosciuta |
| 2  | P    | Parinya Pandee            | 4 aprile 1984 (20 anni)    |       |      | Sconosciuta |
| 3  |      | Pattaya Piemkum           | 13 giugno 1968 (36 anni)   |       |      | Sconosciuta |
| 4  |      | Panuwat Janta             | 14 febbraio 1979 (25 anni) |       |      | Sconosciuta |
| 5  |      | Anupong Polasak           | 20 maggio 1973 (31 anni)   |       |      | Sconosciuta |
| 6  |      | Lertchai Issarasuwipakorn | 2 novembre 1982 (22 anni)  |       |      | Sconosciuta |
| 7  |      | Anucha Munjarern          | 19 ottobre 1979 (25 anni)  |       |      | Sconosciuta |
| 8  |      | Yutthana Polsak           | 20 marzo 1970 (34 anni)    |       |      | Sconosciuta |
| 9  |      | Sompong Phungphook        | 29 ottobre 1970 (34 anni)  |       |      | Sconosciuta |
| 10 |      | Joe Nueangkord            | 6 febbraio 1978 (26 anni)  |       |      | Sconosciuta |
| 11 |      | Prasert Innui             | 31 luglio 1978 (26 anni)   |       |      | Sconosciuta |
| 12 |      | Jadet Punpoem             | 24 giugno 1986 (18 anni)   |       |      | Sconosciuta |
| 13 |      | Sermphan Khumthinkaew     | 1º ottobre 1981 (23 anni)  |       |      | Sconosciuta |
| 14 |      | Narongsak Khongkaew       | 17 gennaio 1979 (25 anni)  |       |      | Sconosciuta |

## Girone C

### Giappone
Allenatore:  Sérgio Sapo
| N. | Pos. | Giocatore          | Data nascita (età)          | Pres. | Reti | Squadra          |
| -- | ---- | ------------------ | --------------------------- | ----- | ---- | ---------------- |
| 1  | P    | Hisamitsu Kawahara | 24 novembre 1978 (25 anni)  |       |      | Tahara           |
| 2  |      | Takuya Suzumura    | 13 settembre 1978 (26 anni) |       |      | Mag's Osaka      |
| 3  |      | Yoshifumi Maeda    | 25 aprile 1977 (27 anni)    |       |      | Cascavel Tokyo   |
| 4  |      | Yusuke Komiyama    | 22 dicembre 1979 (24 anni)  |       |      | Fire Fox         |
| 5  |      | Rikarudo Higa      | 4 maggio 1973 (31 anni)     |       |      | Ryūkyū           |
| 6  |      | Osamu Nambata      | 22 maggio 1977 (27 anni)    |       |      | Fire Fox         |
| 7  |      | Yuki Kanayama      | 2 settembre 1977 (27 anni)  |       |      | Cascavel Tokyo   |
| 8  |      | Kenta Fujii        | 3 agosto 1976 (28 anni)     |       |      | Mag's Osaka      |
| 9  |      | Daisuke Ono        | 25 gennaio 1980 (24 anni)   |       |      | Futuro Fuchū     |
| 10 |      | Kenichiro Kogure   | 11 novembre 1979 (25 anni)  |       |      | Fire Fox         |
| 11 |      | Kiyoshi Sagane     | 4 ottobre 1973 (31 anni)    |       |      | Predator Urayasu |
| 12 | P    | Hisao Sadanaga     | 17 gennaio 1977 (27 anni)   |       |      | Fire Fox         |
| 13 |      | Kensuke Takahashi  | 8 maggio 1982 (22 anni)     |       |      | Predator Urayasu |
| 14 | P    | Ryota Ishiwata     | 8 dicembre 1976 (27 anni)   |       |      | Sharks Tachikawa |

### Italia
Allenatore:  Alessandro Nuccorini
| N. | Pos. | Giocatore                       | Data nascita (età)          | Pres. | Reti | Squadra             |
| -- | ---- | ------------------------------- | --------------------------- | ----- | ---- | ------------------- |
| 1  | P    | Gianfranco Angelini             | 21 luglio 1974 (30 anni)    |       |      | Roma Futsal         |
| 2  |      | Fernando Grana                  | 26 agosto 1979 (25 anni)    |       |      | Playas de Castellón |
| 3  |      | Anderson Vasconcelos Pellegrini | 16 dicembre 1975 (28 anni)  |       |      | Xota                |
| 4  |      | Carlos Montovaneli              | 13 settembre 1973 (31 anni) |       |      | Roma Futsal         |
| 5  |      | Salvatore Zaffiro               | 22 settembre 1969 (35 anni) |       |      | Brillante Roma      |
| 6  |      | Edgar Bertoni                   | 24 settembre 1981 (23 anni) |       |      | Perugia             |
| 7  |      | Vinícius Bacaro                 | 20 agosto 1978 (26 anni)    |       |      | Roma Futsal         |
| 8  |      | André Vicentini                 | 17 giugno 1977 (27 anni)    |       |      | Luparense           |
| 9  |      | Fabiano Assad                   | 5 gennaio 1980 (24 anni)    |       |      | Roma Futsal         |
| 10 |      | Adriano Foglia                  | 25 aprile 1981 (23 anni)    |       |      | Arzignano           |
| 11 |      | Eduardo Morgado                 | 19 giugno 1981 (23 anni)    |       |      | Montesilvano        |
| 12 | P    | Alexandre Feller                | 28 settembre 1971 (33 anni) |       |      | Prato               |
| 13 |      | Sandro Zanetti                  | 20 gennaio 1976 (28 anni)   |       |      | Playas de Castellón |
| 14 |      | Rodrigo Bertoni                 | 1º dicembre 1978 (25 anni)  |       |      | Napoli              |
| 15 | P    | Marco Ripesi                    | 26 maggio 1971 (33 anni)    |       |      | Perugia             |

### Paraguay
Allenatore:  Adolfo Ruiz-Díaz
| N. | Pos. | Giocatore               | Data nascita (età)         | Pres. | Reti | Squadra            |
| -- | ---- | ----------------------- | -------------------------- | ----- | ---- | ------------------ |
| 1  | P    | Cristhian Acuña         | 12 gennaio 1982 (22 anni)  |       |      | U.A.A.             |
| 2  |      | Enmanuel Ayala          | 3 dicembre 1985 (18 anni)  |       |      | U.A.A.             |
| 3  |      | Fabio Alcaraz           | 7 gennaio 1982 (22 anni)   |       |      | U.A.A.             |
| 4  |      | Gabriel Ayala           | 3 dicembre 1985 (18 anni)  |       |      | U.A.A.             |
| 5  |      | Carlos Chilavert        | 5 agosto 1976 (28 anni)    |       |      | Luparense          |
| 6  |      | Hebert Giménez          | 20 luglio 1979 (25 anni)   |       |      | U.A.A.             |
| 7  |      | Óscar Velázquez         | 26 maggio 1984 (20 anni)   |       |      | Coronel Escurra    |
| 8  |      | Sergio Araujo           | 8 luglio 1980 (24 anni)    |       |      | U.A.A.             |
| 9  |      | Carlos Alberto Villalba | 10 febbraio 1972 (32 anni) |       |      | Deportivo Recoleta |
| 10 |      | Walter Villalba         | 22 ottobre 1977 (27 anni)  |       |      | Raiano             |
| 11 |      | José Rotella            | 22 giugno 1983 (21 anni)   |       |      | U.A.A.             |
| 12 | P    | Marcos Miranda          | 19 marzo 1981 (23 anni)    |       |      | U.A.A.             |
| 13 |      | Alberto Benítez         | 3 giugno 1975 (29 anni)    |       |      | U.A.A.             |
| 14 |      | René Villalba           | 8 luglio 1981 (23 anni)    |       |      | Montesilvano       |

### Stati Uniti
Allenatore:  Keith Tozer
| N. | Pos. | Giocatore        | Data nascita (età)         | Pres. | Reti | Squadra            |
| -- | ---- | ---------------- | -------------------------- | ----- | ---- | ------------------ |
| 1  | P    | Scott Hileman    | 5 novembre 1972 (32 anni)  |       |      | Baltimore Blast    |
| 2  |      | Andy Guastaferro | 24 novembre 1977 (26 anni) |       |      | Chicago Storm      |
| 3  |      | Lee Tschantret   | 10 aprile 1969 (35 anni)   |       |      | Baltimore Blast    |
| 4  |      | Jamar Beasley    | 11 ottobre 1979 (25 anni)  |       |      | Kansas City Comets |
| 5  |      | Todd Dusosky     | 12 maggio 1976 (28 anni)   |       |      | Milwaukee Wave     |
| 6  |      | Sean Bowers      | 12 agosto 1968 (36 anni)   |       |      | San Diego Sockers  |
| 7  |      | Pat White        | 14 luglio 1974 (30 anni)   |       |      | Milwaukee Wave     |
| 8  |      | Johnny Torres    | 24 aprile 1976 (28 anni)   |       |      | Milwaukee Wave     |
| 9  |      | Greg Howes       | 26 marzo 1977 (27 anni)    |       |      | Milwaukee Wave     |
| 10 |      | John Ball        | 5 novembre 1972 (32 anni)  |       |      | Cleveland Force    |
| 11 |      | Steve Butcher    | 15 aprile 1978 (26 anni)   |       |      | San Diego Sockers  |
| 12 | P    | Brett Phillips   | 27 dicembre 1968 (35 anni) |       |      | St. Louis Steamers |
| 13 |      | Joel Shanker     | 14 agosto 1971 (33 anni)   |       |      | Philadelphia KiXX  |
| 14 |      | Patrick Morris   | 6 giugno 1977 (27 anni)    |       |      | Philadelphia KiXX  |

## Girone D

### Argentina
Allenatore:  Fernando Larrañaga
| N. | Pos. | Giocatore          | Data nascita (età)         | Pres. | Reti | Squadra            |
| -- | ---- | ------------------ | -------------------------- | ----- | ---- | ------------------ |
| 1  | P    | Javier Guisande    | 15 dicembre 1975 (28 anni) |       |      | Boca Juniors       |
| 2  |      | Leandro Planas     | 28 novembre 1975 (28 anni) |       |      | Nepi               |
| 3  |      | Martín Enríquez    | 6 febbraio 1978 (26 anni)  |       |      | Banco do Brasil    |
| 4  |      | Diego Giustozzi    | 1º agosto 1978 (26 anni)   |       |      | Santiago           |
| 5  |      | Carlos Sánchez     | 31 gennaio 1975 (29 anni)  |       |      | Montesilvano       |
| 6  |      | Gustavo Barbona    | 28 febbraio 1977 (27 anni) |       |      | Raiano             |
| 7  |      | Fernando Wilhelm   | 5 aprile 1982 (22 anni)    |       |      | River Plate        |
| 8  |      | Hernán Garcias     | 2 giugno 1978 (26 anni)    |       |      | Nepi               |
| 9  |      | Rodrigo Petillo    | 19 maggio 1977 (27 anni)   |       |      | Pescara            |
| 10 |      | Marcelo Giménez    | 29 gennaio 1977 (27 anni)  |       |      | Luparense          |
| 11 |      | Esteban González   | 13 maggio 1977 (27 anni)   |       |      | Racing Club        |
| 12 | P    | Fernando Poggi     | 6 luglio 1979 (25 anni)    |       |      | Argentinos Juniors |
| 13 |      | Pablo Ranieri      | 23 dicembre 1978 (25 anni) |       |      | Arzignano          |
| 14 |      | Cristian Bresciani | 24 marzo 1977 (27 anni)    |       |      | Nepi               |

### Cuba
Allenatore:  Clemente Reinoso
| N. | Pos. | Giocatore          | Data nascita (età)         | Pres. | Reti | Squadra             |
| -- | ---- | ------------------ | -------------------------- | ----- | ---- | ------------------- |
| 1  | P    | Wilfredo Carbó     | 1º dicembre 1969 (34 anni) |       |      | Ciudad de La Habana |
| 2  |      | Amauri Morales     | 20 dicembre 1972 (31 anni) |       |      | Industriales        |
| 3  |      | Isvén Román        | 3 settembre 1983 (21 anni) |       |      | Fajardo             |
| 4  |      | Yulier Olivera     | 2 aprile 1981 (23 anni)    |       |      | Sancti Spíritus     |
| 5  |      | Eduardo Morales    | 5 marzo 1981 (23 anni)     |       |      | Matanzas            |
| 6  |      | Adalberto Guerra   | 12 gennaio 1969 (35 anni)  |       |      | Ciudad de La Habana |
| 7  |      | Yampier Rodríguez  | 18 maggio 1977 (27 anni)   |       |      | Pinar del Río       |
| 8  |      | Yosniel Mesa       | 11 maggio 1981 (23 anni)   |       |      | Cienfuegos          |
| 9  |      | Fernando Chapman   | 16 marzo 1980 (24 anni)    |       |      | Holguín             |
| 10 |      | Juan Carlos Portal | 24 luglio 1967 (37 anni)   |       |      | Ciudad de La Habana |
| 11 |      | Boris Sanamé       | 2 giugno 1974 (30 anni)    |       |      | Ciudad de La Habana |
| 12 | P    | Francis López      | 4 ottobre 1976 (28 anni)   |       |      | Industriales        |
| 13 |      | Carlos Madrigal    | 21 ottobre 1981 (23 anni)  |       |      | Sancti Spíritus     |
| 14 | P    | Dagmar Gómez       | 29 marzo 1972 (32 anni)    |       |      | Ciudad de La Habana |

### Iran
Allenatore:  Mohammad Ansarifard
| N. | Pos. | Giocatore               | Data nascita (età)          | Pres. | Reti | Squadra         |
| -- | ---- | ----------------------- | --------------------------- | ----- | ---- | --------------- |
| 1  | P    | Reza Nasseri            | 16 settembre 1975 (29 anni) |       |      | Persepolis      |
| 2  |      | Mahmoud Lotfi           | 9 gennaio 1984 (20 anni)    |       |      | Shahrvand Sari  |
| 3  |      | Mohammad Keshavarz      | 5 luglio 1982 (22 anni)     |       |      | Shensa Saveh    |
| 4  |      | Amir Hanafi             | 14 novembre 1977 (27 anni)  |       |      | Persepolis      |
| 5  |      | Mohammad Hashemzadeh    | 20 gennaio 1977 (27 anni)   |       |      | Esteghlal       |
| 6  |      | Siamak Dadashi          | 13 luglio 1974 (30 anni)    |       |      | Shahid Mansouri |
| 7  |      | Babak Masoumi           | 13 luglio 1972 (32 anni)    |       |      | Shahid Mansouri |
| 8  |      | Kazem Mohammadi         | 23 agosto 1973 (31 anni)    |       |      | PAS Teheran     |
| 9  |      | Vahid Shamsaee          | 21 settembre 1975 (29 anni) |       |      | Qom             |
| 10 |      | Mohammad Reza Heidarian | 17 febbraio 1974 (30 anni)  |       |      | Ceccano         |
| 11 |      | Maged Raise             | 22 dicembre 1980 (23 anni)  |       |      | Persepolis      |
| 12 | P    | Ahamid Reza Abrarinia   | 29 settembre 1978 (26 anni) |       |      | Sadra Shiraz    |
| 13 | P    | Kazem Sadeghi           | 5 ottobre 1980 (24 anni)    |       |      | Esteghlal       |
| 14 |      | Farhad Fakhimzadeh      | 14 ottobre 1984 (20 anni)   |       |      | PAS Teheran     |

### Portogallo
Allenatore:  Orlando Duarte
| N. | Pos. | Giocatore       | Data nascita (età)        | Pres. | Reti | Squadra          |
| -- | ---- | --------------- | ------------------------- | ----- | ---- | ---------------- |
| 1  | P    | João Benedito   | 7 ottobre 1978 (26 anni)  |       |      | Sporting Lisbona |
| 2  |      | Luís Silva      | 7 aprile 1978 (26 anni)   |       |      | Freixieiro       |
| 3  |      | Leo             | 14 luglio 1980 (24 anni)  |       |      | Action 21        |
| 4  |      | Marcelinho      | 27 luglio 1978 (26 anni)  |       |      | S10 Saragozza    |
| 5  |      | Ivan Dias       | 28 agosto 1972 (32 anni)  |       |      | Freixieiro       |
| 6  |      | Joel Queirós    | 21 maggio 1982 (22 anni)  |       |      | ElPozo Murcia    |
| 7  |      | André Lima      | 10 maggio 1971 (33 anni)  |       |      | Benfica          |
| 8  |      | Majó            | 16 aprile 1975 (29 anni)  |       |      | Benfica          |
| 9  |      | Gonçalo Alves   | 1º luglio 1977 (27 anni)  |       |      | Sporting Lisbona |
| 10 |      | Rogério Santos  | 22 ottobre 1978 (26 anni) |       |      | Freixieiro       |
| 11 |      | Israel Alves    | 31 gennaio 1977 (27 anni) |       |      | Sporting Lisbona |
| 12 | P    | Sandro Barradas | 29 giugno 1979 (25 anni)  |       |      | Freixieiro       |
| 13 |      | Zézito          | 4 gennaio 1973 (31 anni)  |       |      | Sporting Lisbona |
| 14 | P    | Sílvio Roda     | 20 luglio 1975 (29 anni)  |       |      | Sporting Pombal  |